# Дисоціація мінералів
Дисоціація мінералів (англ. dissociation of minerals, нім. Dissoziation f der Mineralen) — розкладання мінералів на основи й ангідриди під впливом зміни температури і тиску (термічна дисоціація), світлових хвиль певної довжини (фотохімічна дисоціація) і при розкладанні електролітів (електролітична дисоціація). Найбільше значення в мінералогії має термічна дисоціація.